# Вільямс (Каліфорнія)
Вільямс (англ. Williams) — місто (англ. city) в США, в окрузі Колуса штату Каліфорнія. Населення — 5538 осіб (2020).

## Географія
Вільямс розташований за координатами 39°8′55″ пн. ш. 122°8′14″ зх. д. / 39.14861° пн. ш. 122.13722° зх. д. (39.148678, -122.137250).  За даними Бюро перепису населення США в 2010 році місто мало площу 14,10 км², уся площа — суходіл.

### Клімат
| Клімат : Вільямс        | Клімат : Вільямс | Клімат : Вільямс | Клімат : Вільямс | Клімат : Вільямс | Клімат : Вільямс | Клімат : Вільямс | Клімат : Вільямс | Клімат : Вільямс | Клімат : Вільямс | Клімат : Вільямс | Клімат : Вільямс | Клімат : Вільямс | Клімат : Вільямс |
| Показник                | Січ.             | Лют.             | Бер.             | Квіт.            | Трав.            | Черв.            | Лип.             | Серп.            | Вер.             | Жовт.            | Лист.            | Груд.            | Рік              |
| Абсолютний максимум, °C | 28,3             | 28,3             | 31,1             | 36,1             | 38,9             | 44,4             | 45,0             | 46,1             | 42,8             | 37,8             | 32,8             | 24,4             | 46,1             |
| Середній максимум, °C   | 12,5             | 16,0             | 18,8             | 22,9             | 27,8             | 32,9             | 35,9             | 34,8             | 31,7             | 26,2             | 18,1             | 13,0             | 24,2             |
| Середній мінімум, °C    | 2,3              | 3,9              | 5,2              | 7,1              | 11,1             | 14,6             | 15,8             | 14,7             | 12,7             | 9,1              | 4,8              | 2,5              | 8,6              |
| Абсолютний мінімум, °C  | −5,6             | −3,9             | −2,8             | −0,6             | 1,7              | 7,2              | 7,2              | 7,8              | 3,9              | 0,6              | −5               | −6,1             | −6,1             |
| Норма опадів, мм        | 83               | 69               | 50               | 25               | 9                | 6                | 1                | 2                | 9                | 19               | 54               | 71               | 397              |
| Днів з опадами          | 8                | 7                | 7                | 4                | 2                | 1                | 0                | 0                | 1                | 3                | 6                | 8                | 47,0             |
| ----------------------- | ---------------- | ---------------- | ---------------- | ---------------- | ---------------- | ---------------- | ---------------- | ---------------- | ---------------- | ---------------- | ---------------- | ---------------- | ---------------- |
| Джерело: WRCC           |                  |                  |                  |                  |                  |                  |                  |                  |                  |                  |                  |                  |                  |

## Демографія
Згідно з переписом 2010 року, у місті мешкали 5123 особи в 1369 домогосподарствах у складі 1130 родин. Густота населення становила 363 особи/км².  Було 1487 помешкань (105/км²).
Расовий склад населення:
| - 54,4 % — білих - 1,8 % — азіатів - 1,2 % — чорних або афроамериканців - 1,1 % — корінних американців - 0,1 % — вихідців з тихоокеанських островів - 38,0 % — осіб інших рас |

До двох чи більше рас належало 3,5 %. Частка іспаномовних становила 76,0 % від усіх жителів.
За віковим діапазоном населення розподілялося таким чином: 33,2 % — особи молодші 18 років, 58,5 % — особи у віці 18—64 років, 8,3 % — особи у віці 65 років та старші. Медіана віку мешканця становила 28,3 року. На 100 осіб жіночої статі у місті припадало 108,7 чоловіків;  на 100 жінок у віці від 18 років та старших — 106,9 чоловіків також старших 18 років.
Середній дохід на одне домашнє господарство  становив 63 134 долари США (медіана — 52 484), а середній дохід на одну сім'ю — 64 575 доларів (медіана — 54 142). Медіана доходів становила 37 061 долар для чоловіків та 27 477 доларів для жінок. За межею бідності перебувало 15,7 % осіб, у тому числі 24,0 % дітей у віці до 18 років та 12,4 % осіб у віці 65 років та старших.
Цивільне працевлаштоване населення становило 2341 осіб. Основні галузі зайнятості: сільське господарство, лісництво, риболовля — 28,6 %, виробництво — 17,6 %, мистецтво, розваги та відпочинок — 16,6 %.